# テトラクロロアルミン酸ナトリウム
テトラクロロアルミン酸ナトリウム（テトラクロロアルミンさんナトリウム、sodium tetrachloroaluminate）は、組成式NaAlCl
4を持つ化合物である。テトラクロロアルミン酸のナトリウム塩である。
テトラクロロアルミン酸ナトリウムは塩化ナトリウムと三塩化アルミニウムから調製することができる。

## 使用
溶融テトラクロロアルミン酸ナトリウムは塩化ナトリウム・ニッケル蓄電池の電解質として使われる。